# Antônio Jacó da Paixão
Antônio Jacó da Paixão, né le 28 novembre 1842 dans le village de Senhor do Bom Jesus do Rio Pardo (actuellement Argirita), alors un district de Leopoldina, et mort à Rio Novo, le 26 septembre 1912, était un des signataires de la Constitution brésilienne de 1891,.

## Biographie

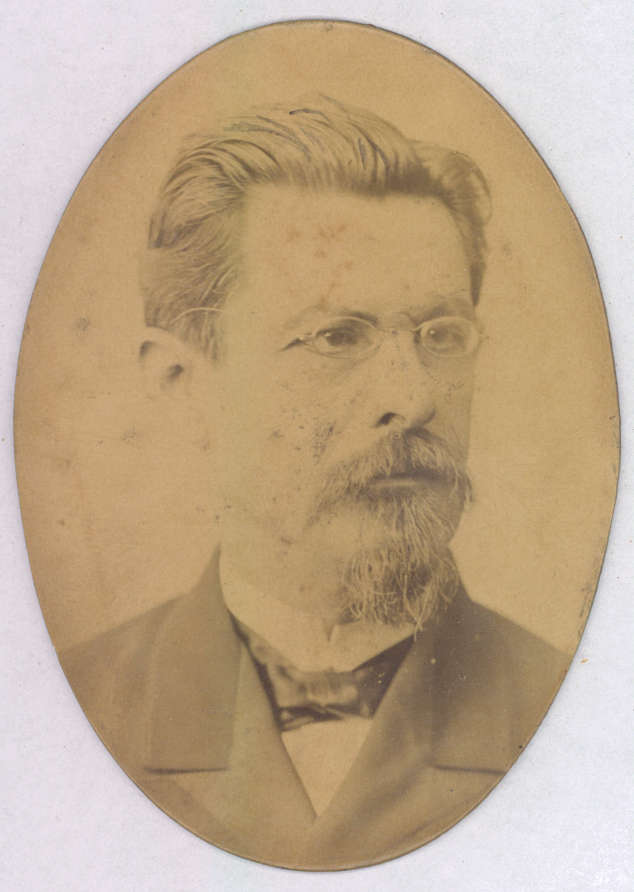
Antônio Jacob da Paixão

Avocat, il est diplômé en 1875 en Sciences Juridiques et Sociales de la Faculté de Droit de São Paulo (Faculté de Droit du Largo de São Francisco).
D'origine plus ou moins modeste (son père était un homme d'affaires à l'intérieur du Minas Gerais), il était l'élève le plus âgé de sa classe et pour rester à São Paulo, il était associé dans une pharmacie avec son ami João José Prestes Pimentel, pharmacien et arrière-grand-père de Fernando Damata Pimentel, ancien gouverneur du Minas Gerais.
Après avoir terminé ses études de droit, il s'installe à Rio Novo où il commence sa carrière politique.
Ancien élève de l'Externato Aquino, à Rio de Janeiro, autrefois l'un des meilleurs établissements d'enseignement du Brésil.
Il a étudié les sciences humaines à l'externat du monastère de São Bento, à Rio de Janeiro, après avoir suivi le cours de philosophie. Il s'est qualifié pour l'enseignement avec une spécialisation en arithmétique, algèbre et géométrie.
Il a été élu à l'Assemblée provinciale de Minas Gerais au cours des exercices biennaux de 1880-1881, 1882-1883 et 1884-1885, où il a été chef du Parti libéral à la chambre législative. Au cours de sa première année de mandat, il a été l'auteur du projet et le principal articulateur de la 3e et définitive émancipation politique de São João Nepomuceno, précisément par rapport à Rio Novo, la ville dans laquelle il vivait à l'époque.
Il est devenu républicain en 1886, avant la proclamation de la république. En tant que membre du Partido Republicano Mineiro (PRM), il est élu député au Congrès national constituant, exerçant le mandat de député général dans la 1ère législature (1891-1893) et dans la 3e législature (1897-1899).
Il fut l'un des sept notables choisis pour rédiger la Constitution de l'État du Minas Gerais le 15 juin 1891. Le projet fut approuvé ad referendum de la future assemblée constituante.
Antônio Jacó da Paixão est le père du magistrat Leovigildo Leal da Paixão, frère du médecin Tibúrcio Antônio da Paixão, fils aîné d'Antônio Júlio da Paixão et cousin de Rodolfo Gustavo da Paixão (président de l'État de Goiás dans le gouvernement provisoire du maréchal Deodoro de Fonseca).
Fernando Damata Pimentel, ancien gouverneur de l'État de Minas Gerais, est le petit-neveu d'Antônio Jacó da Paixão.
Il a été décrit par Almeida Nogueira dans "A Academia de São Paulo: Tradições e Reminiscencias, Estudantes, Estudantões, Estudantadas" comme grand, mince, aux cheveux noirs, aux cheveux noirs, à la moustache et à la barbiche.